# Drum Corps Europe
Drum Corps Europe (DCE) is de internationale organisatie die de Europese drumcorpsactiviteit regelt. Ieder jaar organiseert Drum Corps Europe de DCE European Championships, met korpsen uit Groot-Brittannië, Nederland, Duitsland, Italië, Frankrijk, België, Zweden en andere landen.
Naast het organiseren van competities voor Europese korpsen, heeft DCE ook Amerikaanse korpsen verwelkomd in de Europese competitie in exhibition, zoals de Blue Devils uit Amerika in 2005.
Drum Corps Europe kampioenen
In de drumcorps class werd in 2001 West Coast sound kampioen met een score van 54.3. 
In 2002 was het weer West Coast sound die een score neerzette van 55.7. Na de val van DCH en vele andere veranderingen binnen het KNFM-circuit kwam er een grotere aanmelding in 2003. 
In 2003 won Jubal Drum & Bugle corps met een score van 79.4. Na dit jaar kwamen er nog meer korpsen in de nu genoemde Premier Class, hiervoor ook wel Open Class en daarvoor drumcorps class. 
In 2004 was het de tijd voor Beatrix' Drum & Bugle corps uit Hilversum om kampioen te zijn. Dit was het Amerika jaar voor Beatrix' en ze zetten een score neer van 85.8 met hun Gershwin show. 
In 2005 werd Beatrix' Drum & Bugle corps Hilversum voor de tweede keer op rij kampioen met een score van 85.325 met hun show gebaseerd op musicals. 
2006 werd weer het jaar van Jubal, dit jaar was hun Amerika jaar en hebben zij op de DCE finals in Rotterdam een score neergezet van 84.55 met hun Incredible show!
2007 was voor het eerst het jaar met een buitenlandse winnaar. Dit jaar werd de Engelse groep The Senators kampioen met hun show Shuffle up and Deal met een score van 90.05. 
Op de tweede plaats eindigde Beatrix' Drum & Bugle Corps met haar Queen-show. Zij behaalden een score van 89.40, en waren tevens dus het beste Nederlandse drumcorps dit jaar. De derde plaats was weggelegd voor Jubal uit Dordrecht. Zij waren "de weg kwijt" met hun programma Lost en haalden een score van 88.95.
Power Regional
Voor het eerst in de geschiedenis van DCE zou er een tussentijdse overzeese meeting komen tussen de verscheidene korpsen, ook wel de Power Regional genoemd. Deze zou worden gehouden in Londen  Crystal Palace Athletics Stadium in juni 2008. Korpsen als Jubal, Jong Jubal, The senators en Juliana hadden zich al ingeschreven. Tot haar grote teleurstelling heeft Drum Corps Europe echter moeten besluiten de Power Regional in Londen af te gelasten. Na afzeggingen van diverse korpsen als Jubal en de Federatieband, werden de financiële risico's te groot om het evenement doorgang te laten vinden.
18 oktober 2017
Het bestuur van Drum Corps Europe heeft er in oktober 2017 een punt achter gezet. O.a. het terug gelopen aantal bestuursleden heeft de organisatie doen besluiten vlak na haar Championships te stoppen op een hoogtepunt. Buiten DCE is deze beslissing ook van toepassing op Dutch Music Games (voorheen bekend als Drum Corps Nederland).
In 2018 - waar Jubal Drum & Bugle Corps de hoogste score (92.50) in de geschiedenis van DCE weet te behalen - en 2019 heeft een nieuw opgericht Drum Corps Europe weer kampioenschappen georganiseerd, terwijl ook Dutch Music Games haar jaarlijkse contest en kampioenschap heeft kunnen draaien. 
In 2020 zijn de nieuw opgerichte stichtingen wederom verleden tijd, om - waarschijnlijk mede door de COVID-pandemie - hierna niet meer terug te keren. Het European Drum Corps Championships (EDCC) organiseert vanaf 2022 een jaarlijks kampioenschap in Dordrecht, en hiermee het enige 'drum corps'-evenement in Nederland.   